# بلوط ابریشمی
بلوط ابریشمی (نام علمی: Grevillea robusta) نام یک گونه از راسته چنارسانان است.
نهال این گیاه را می‌توان در آپارتمان نگهداری کرد. این گیاه به آسانی از بذر به دست می‌آید و در سال اول به ارتفاع ۳۰ سانتی‌متر و در ۴ یا ۵ سال به زیر سقف می‌رسد.

## روش نگهداری

### دما
به دمای پایین و گرمای متوسط نیاز دارد. دما در زمستان کمتر از ۶ درجه نباشد.

### نور
زیاد اما از تابش خورشید نیمروز در امان باشد.

### آب
از بهار تا پاییز به آب فراوان و در زمستان به آب کمتری نیاز دارد.